# Evergestis affinis
Evergestis affinis is een vlinder uit de familie van de grasmotten (Crambidae). De wetenschappelijke naam van de soort is voor het eerst gepubliceerd in 1951 door Hans Georg Amsel.
De soort komt voor in Iran.